# 니나 내나
"니나 내나"는 2019년에 개봉한 대한민국의 영화이다.

## 캐스팅
- 장혜진 : 미정 역
- 태인호 : 경환 역
- 이가섭 : 재윤 역
- 김진영 : 규림 역
- 고인범 : 만길 역
- 김미경 : 엄마 경숙 역
- 이효제 : 현중 역
- 한별 : 앤디 역
- 이상희 : 상희 역 (우정출연)
- 이종원 : 수완 역
- 백지원 : 미정의 선배 역
- 김푸름 : 태연 역
- 김종구 : 성만 역
- 이수미 : 혜선 역
- 이태경 : 미정의 후배 역
- 박옥출 : 무당 역
- 김서하 : 카센터 사장 역
- 양지웅 : 광수 역
- 장세환 : 휴계소 직원 역
- 김혜정 : 경환 장모 역
- 박강섭 : 펍 주인 역
- 우지현 : 간호사 역
- 임용순 : 환자 역
- 김희창 : 규림 부 역
- 김희연 : 경찰 역
- 김인권 : 카센터 직원 1 역
- 공희철 : 카센터 직원 2 역
- 하정민 : 카운터 직원 역
- 강말금 : 담임선생님 역
- 김가영 : 영양사 역
- 주가영 : 강사 역
- 강태우 : 스키장 직원 역
- 박상은 : 스키장 사고 가족 역
- 김은미 : 스키장 사고 가족 역
- 최홍준 : 스키장 사고 가족 역
- 최우성 : 스키장 사고 가족 역
- 고경준 : 경환 상희 아들 역
- 김윤호 : 신랑 역
- 최지원 : 신부 역
- 조은주 : 규림 부 여자친구 역

## 같이 보기
- 2019년 대한민국의 영화 목록